# 福建省妇女联合会
福建省妇女联合会，简称福建省妇联，是中华人民共和国福建省妇女儿童工作者组成的人民团体，是中华全国妇女联合会的地方组织，接受中国共产党福建省委员会的领导。其最高权力机构是福建省妇女代表大会。

## 历史沿革
1950年6月29日，福建省各界妇女联席会议在福州市召开，成立福建省民主妇女联合会筹备委员会。7月13日，省民主妇联筹委会举行第一次会议，成立筹委会常委会，推选苏华为筹委会主任，谢怀丹、于晶为副主任。1955年3月22日至28日，福建省第一次妇女代表大会在福州市召开。会议通过《福建省民主妇女联合会章程》，选举产生福建省民主妇女联合会第一届执行委员会，福建省民主妇女联合会（简称省民主妇联）正式成立。省民主妇联受中共福建省委妇女运动委员会领导。1956年底，根据中共八大通过的党章规定，中共福建省委妇女运动委员会撤销，省民主妇联内设党组。1957年10月28日，福建省民主妇女联合会改称为福建省妇女联合会。1967年1月，福建省各地造反派开始夺权，各级妇联组织相继陷入瘫痪状态。1972年3月，福建省革命委员会妇女工作组成立。1973年7月30日至8月4日，福建省妇女第四次代表大会在福州市召开，选举产生福建省妇女联合会第四届执行委员会，标志着福建省妇女联合会的正式恢复。1993年11月，根据中国妇女第七次全国代表大会通过的《中华全国妇女联合会章程》规定，妇联主任改称主席。

## 组织机构
内设机构
- 办公室
- 组织部
- 宣传部
- 权益部
- 发展联络部
- 家庭和儿童工作部
- 福建省妇女儿童工作委员会办公室
- 机关党委

直属事业单位
- 福建省妇女儿童活动中心（福建省妇联家庭关爱服务与社会联络交流中心）
- 海峡姐妹杂志社（福建省妇联网络信息传播中心）
- 福建省妇联法律服务中心（福建省妇女教育发展中心）[註 1]
- 福建省实验幼儿园
- 福建省儿童保育院
- 福建省金山幼儿园
- 福建省儿童保育院香缇幼儿园
- 福建省金山麦浦幼儿园

团体会员
- 福建省巾帼志愿者协会
- 福建省家庭教育研究会
- 福建省家政协会
- 福建省妇女理论研究会
- 福建省女科技工作者协会
- 福建省海外妇女联谊会
- 福建省女企业家联谊会
- 福建省妇女儿童发展基金会

## 历届执行委员会

### 第一届
- 任期：1955年3月－1957年11月
- 主任：苏华
- 副主任：吴利珍（1956年9月离职）、张昭娣、谢怀丹

### 第二届
- 任期：1957年11月－1963年3月
- 主任：苏华
- 副主任：张昭娣、林其光（1962年6月离职）、谢怀丹

### 第三届
- 任期：1963年3月－1973年7月
- 主任：苏华
- 副主任：任曼君、杨兰珍、谢怀丹、尹峰

### 第四届
- 任期：1973年7月－1979年6月
- 主任：罗春俤
- 副主任：杨兰珍、陈治礼、朱益明、苏华、骆素兰（兼职）、洪秀枞、王明华

### 第五届
- 任期：1979年6月－1984年11月
- 主任：任曼君（1983年6月离任） → 尹峰（1983年6月任代理主任）
- 副主任：丁小兰、尹峰、丁世容、罗春俤、洪秀枞、谢怀丹

### 第六届
- 任期：1984年11月－1990年9月
- 主任：华福周
- 副主任：方静、高迅莹、陈钟英、郑素文、陈秀榕

### 第七届
- 任期：1990年9月－1996年10月
- 主任：华福周
- 副主任：陈秀榕（1994年2月离任）、林凤蒲（1994年8月离任）、孙君梅、林琼（1994年8月当选）、苏彩云（1994年8月当选）

### 第八届
- 任期：1996年10月－2001年12月
- 主席：王美香
- 副主席：林琼、苏彩云（1998年5月离职）、杨丽卿（1997年12月当选）、林文秀（1998年5月当选）

### 第九届
- 任期：2001年12月－2006年10月
- 主席：王美香 → 刘群英（2003年8月8日当选）
- 副主席：杨丽卿（2005年12月离职）、林文秀、马义英、林呈生（2003年3月离职）、张华英（2004年7月当选）、陈允萍（2005年12月当选）

### 第十届
- 任期：2006年10月－2011年10月
- 主席：刘群英
- 副主席：林文秀、陈允萍、马义英、王小玲

### 第十一届
- 任期：2011年10月－2016年12月
- 主席：刘群英
- 副主席：马义英、王秋梅、包方、陆菁

### 第十二届
- 任期：2016年12月－2022年7月
- 主席：吴洪芹 → 徐姗娜（2018年11月当选） → 林叶萍（2021年2月当选[4]）
- 副主席：王秋梅、包方、陆菁、李凤鸣、袁素玲

### 第十三届
- 任期：2022年7月－
- 主席：林叶萍
- 副主席：卓晓銮、赖前斌、陈红、陈婉萍